# Lokomotiva GE AC6000CW
GE AC6000CW je americká diesel-elektrická lokomotiva vyráběná v letech 1995–2001 lokomotivkou GE Transportation v Erie ve státě Pensylvánie. AC v označení lokomotivy značí střídavý přenos výkonu, 6000 výkon v koňských silách (4660 kW), C uspořádání pojezdu s třínápravovými podvozky a W rozšířený čelní představek. Spolu s konkurenční lokomotivou EMD SD90MAC se řadí mezi nejvýkonnější jednodílné motorové lokomotivy světa.

## Vývoj, dodávky a provoz
Společnost GE Transportation v polovině 90. let spolupracovala s německou firmou Deutz Motoren-Werke Mannheim na vývoji nového spalovacího motoru, který by se stal výkonnější alternativou stárnoucích motorů série 7FDL založených na původním designu firmy Cooper-Bessemer, používaných v té době například u lokomotiv Dash 9. Nový motor 7HDL-16 by se svým výkonem umožnil nahrazovat starší lokomotivy o výkonu 3000 koní (2237 kW) v poměru 2:1, což u některých železničních společností vzbuzovalo zájem.
Prvním prototypem řady se roku 1995 stal tovární stroj GECX 6000, následovaly jej první sériové lokomotivy pro společnosti CSX a Union Pacific. U nových strojů se brzy začaly projevovat problémy, související hlavně s novým spalovacím motorem. Kvůli těmto potížím byla nakonec výroba až do roku 1998 pozastavena. Společnost UP si zároveň objednala 112 lokomotiv označovaných jako AC4460CW, které byly s výchozím typem shodné, až na náhradu motoru 7HDL starším a ozkoušeným 7FDL o výkonu 4400 koní (3281 kW). Tyto stroje měly obdržet nové motory poté, co se podaří vyřešit počáteční problémy, k tomu ale nakonec nikdy nedošlo. Posledním zákazníkem se stala australská těžební společnost BHP, která roku 1999 obdržela 8 strojů.
Zkušenosti z provozu brzy ukázaly, že náhrada dvou lokomotiv jediným stejně výkonným strojem není pro severoamerickou praxi příliš vhodná, což v kombinaci s nízkou počáteční spolehlivostí lokomotiv AC6000CW a SD90MAC ostatní železnice odradilo od nákupu takto výkonných strojů. Naopak ideální se ukázaly být lokomotivy ve výkonovém rozmezí 3000–3300 kW, které zajišťují hlavní část traťových výkonů. Společnost UP v průběhu let své zbývající stroje upravila snížením výkonu na 4400 koní. Od roku 2018 spolu s nosnou řadou AC4400CW procházejí modernizací na řadu C44ACM. Podobně CSX část svých lokomotiv upravilo zástavbou nových motorů GEVO-16, používaných v rámci řady lokomotiv GE Evolution Series. Přestavěné lokomotivy mají výkon 4 600 koní a nesou označení CW46AH. V roce 2018 byly všechny lokomotivy CSX s výjimkou tří nejstarších strojů odprodány společnosti Progress Rail. Osm z těchto lokomotiv pak z druhé ruky koupila železnice Western New York and Pennsylvania Railroad.
BHP se svými AC6000CW drží světový rekord, dne 21. dubna 2001 osmice těchto strojů odtáhla nejtěžší vlak v historii. Rozdělené na tři páry a dvě samostatné lokomotivy a propojené dálkově systémem Locotrol dopravily vlak složený z 682 vozů na železnou rudu, 7,35 km dlouhý a vážící 99 734 t z Newmanu do Port Hedlandu. Jedna lokomotiva byla zrušena po nehodě v roce 2011, zbylých sedm bylo sešrotováno v roce 2014.

## Konstrukce
Lokomotiva je kapotového provedení s ochozy. Před stanovištěm strojvedoucího je rozšířený (bezpečnostní) čelní představek, ve kterém se nachází i hygienické zařízení. V zadní kapotě je umístěn spalovací motor, trakční alternátor a pomocné pohony. V její zadní horní části se nachází rozšířená chladicí sekce, která je se svou velikostí charakteristickým rozpoznávacím znakem této řady. Lokomotiva je usazena na dvou třínápravových podvozcích. Lokomotivy společnosti Union Pacific používají podvozky typu Hi-Ad, většina ostatních radiální podvozky se stavitelnými dvojkolími. Mezi podvozky je na rámu zavěšena palivová nádrž o objemu 20 820 l. Na pravé straně je v rámu prostor pro dva vzduchojemy, které jsou u ostatních řad lokomotiv GE obvykle uloženy ve výřezu palivové nádrže. Chladicí okruh obsahuje asi 1440 l chladicí kapaliny, olejová náplň má asi 1550 l. Písečníky mají objem cca 1560 l.
Hlavní pohonný agregát 7HDL-16 je šestnáctiválcový čtyřdobý vznětový motor s válci do V. Přeplňování je zajištěno dvěma turbodmychadly typu 7S1408D. Zdvihový objem je 251 l, vrtání válců 250 mm a zdvih 320 mm. Motor dosahuje jmenovitého výkonu 4660 kW při 1050 ot./min. Spalovací motor je přírubově spojen s trakčním alternátorem GMG201. Přenos výkonu je střídavý, výstup z alternátoru je nejprve veden do polovodičových usměrňovačů, odkud je stejnosměrný proud přiváděn do trakčních měničů. Každé dvojkolí má vlastní měnič, ty jsou uloženy ve velké skříni na levé straně za stanovištěm strojvedoucího. Část lokomotiv využívá měniče na bázi GTO tyristorů, novější a modernizované lokomotivy pak IGBT. Lokomotiva má šest tlapových trakčních motorů, jde o asynchronní motory typu GEB13. 
Lokomotivy jsou vybaveny brzdiči 26-L, případně modernějšími elektricky ovládanými brzdiči Wabtec EPIC 3102. Odporníky elektrodynamické brzdy jsou umístěny v horní části kapoty za stanovištěm strojvedoucího. Lokomotivy mají standardní vybavení pro provoz ve vícečlenném řízení, část lokomotiv je navíc vybavena systémem Locotrol pro bezdrátové dálkové řízení.